# Makilingia sibuyanensis
Makilingia sibuyanensis är en insektsart som beskrevs av Baker 1924. Makilingia sibuyanensis ingår i släktet Makilingia och familjen dvärgstritar. Inga underarter finns listade i Catalogue of Life.